# Fred Terry
Fred Terry (9 de noviembre de 1863 – 12 de abril de 1933) fue un actor y director teatral inglés, hermano de la actriz Ellen Terry. 

## Biografía
Nacido en Londres, y casado con Julia Neilson, su primera actuación en la escena fue en el Teatro Haymarket en 1880. A lo largo de su carrera actuó en las principales ciudades del Reino Unido, los Estados Unidos, y Canadá. Durante muchos años formó parte de las compañías de notables actores. 
En 1900, junto a su esposa asumió la dirección del Haymarket y, en 1915, la del Teatro Novello, produciendo y protagonizando Sweet Nell of Old Drury. Continuaron produciendo obras juntos en los siguientes 30 años, destacando La Pimpinela Escarlata (producida por primera vez en 1903), la cual también protagonizaron y adaptaron al teatro a partir del manuscrito de la Baronesa Orczy. A pesar de las mordaces críticas, la pieza fue un gran éxito y se mantuvo más de 2000 funciones, y disfrutó de numerosas reposiciones. Él actuó en el New Theatre de Londres todos los años entre 1905 y 1912. Además hizo giras de manera regular con su esposa en la década de 1920, principalmente representando dramas históricos. 
Falleció en Londres en 1933. Fue el padre de la actriz Phyllis Neilson-Terry. 